# Comuna de Kąty Wrocławskie
Kąty Wrocławskie (polaco: Gmina Kąty Wrocławskie) é uma gminy (comuna) na Polónia, na voivodia de Baixa Silésia e no condado de Wrocławski. A sede do condado é a cidade de Kąty Wrocławskie.
De acordo com os censos de 2007, a comuna tem 18 346 habitantes, com uma densidade 104 hab/km².

## Área
Estende-se por uma área de 176,66 km², incluindo:
- área agricola: 86%
- área florestal: 7%

## Demografia
Dados de 30 de Junho 2007:
|                      | Total   | Total | Mulheres | Mulheres | Homens  | Homens |
| -------------------- | ------- | ----- | -------- | -------- | ------- | ------ |
|                      | pessoas | %     | pessoas  | %        | pessoas | %      |
| População            | 18 210  | 100   | 9232     | 50,7     | 8978    | 49,3   |
| Densidade (pop./km²) | 103,2   | 100   | 52,3     | 52,3     | 50,9    | 50,9   |

O rendimento médio per capita ascendia a 2834,88 zł.

## Comunas vizinhas
- Kobierzyce, Kostomłoty, Mietków, Miękinia, Sobótka, Wrocław